# Luteona
Luteone es un terpenoide de carbono 23 tomado de una babosa de mar, el nudibranquio Cadlina luteomarginata.

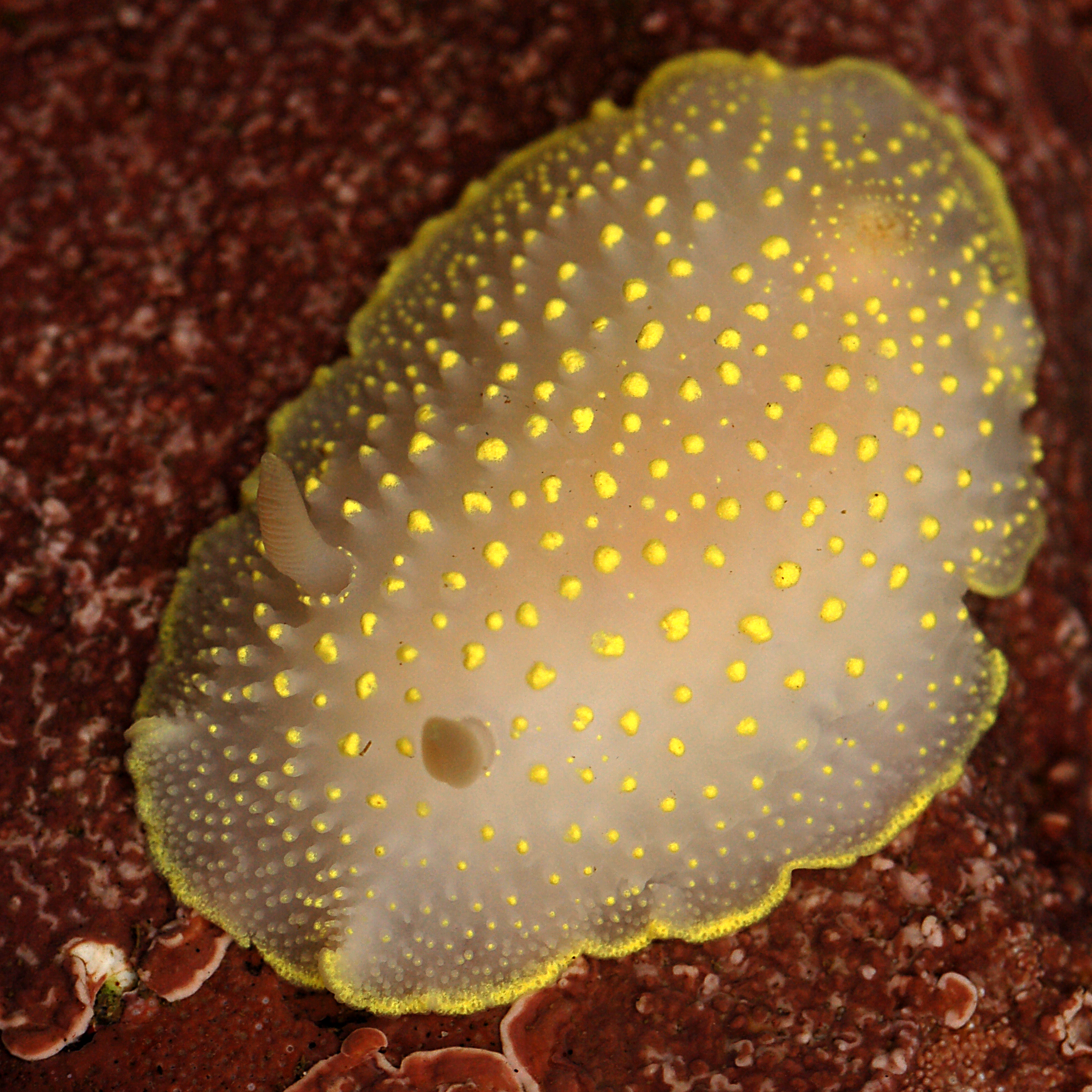
La especie de babosa de mar de la cual ha sido extraído el terpenoide